# خالد الحربان
خالد يوسف الحربان (3 ديسمبر 1944م) مقدم برامج تلفزيونية ومعلق رياضي وتربوي  كويتي ، يلقب بشيخ المعلقين ، اشتهر منذ السبعينيات والثمانينات ومن خلال الراديو تحديداً، انتشرت تعليقاته عبر كل الأوساط العربية والرياضية.

## حياته
ولد خالد يوسف الحربان في منطقة الشرق الكويت ، وعندما أتم عامه الثاني من عمره فقد والده في إحدى الرحلات البحرية بمملكة البحرين ، ثم انتقل بعد ذلك مع عائلته إلى منطقة “ المرقاب” وعندما بلغ السادسة من عمره ، توفت والدته لتتركه وحيداً في كنف جدته وأخواله ، ليلقي رعايته الكاملة منهم ومن ثم يبدء برحلة التعليم حيث تلقى تعليمه في مدارس الكويت ثم التحق بكلية التربية الفنية في القاهرة - جامعة حلوان وحصل على دبلوم في التربية البدنية
بدأ حياته الرياضية كلاعب حيث كانت بدايته  في مدرسة الصديق حيث لعب مع فريق المدرسة ثم عمل لاعب أساسي في منتخب المدارس وانتقل كلاعب إلى منتخب الكويت عام 1961 حتى 1963. عمل مدرب رياضي في مدرسة حولي الرسمية والنادي العربي ومارس مهنة التعليق الرياضي منذ اواخر الستينيات وقدم برامج رياضية في التلفزيون والإذاعة. من أشهر المباريات التي علق عليها كانت مباريات كأس الخليج لسنة 1976 بين الكويت والعراق.
اختير لتقديم البرامج الطلابية منذ تعيينه كمدرس في وزارة التربية. واختير لتقديم البرنامج الطلابي الشهير انذاك مع الطلبة واستمر في تقديمه 15 عاما على التوالي. 
خصص الاتحاد الخليجي باسمه جائزة تمنح سنويا لافضل معلق رياضي.

## المناصب التي شغلها
- امين السر في الاتحاد الكويتي لكرة القدم لمدة سنتين .
- رئيس اتحاد كرة اليد الكويتي 14 عاما.
- مدير إدارة النشاط المدرسي في وزارة التربية.
- الرئيس الفخري للجنة المعلقين الرياضيين المنبثقة عن الاتحاد الخليجي للاعلام الرياضي .
- معلق رياضي ومقدم برامج تلفزيونية رياضية في محطة أوربت الفضائية عام 1996.
- رشح كأمين عام اللجنة الاولمبية الكويتية في فترة تولي الشهيد الشيخ  فهد الأحمد الجابر الصباح رئاسة اللجنة.

## تكريمه
- تم تكريمه في دورات الخليج (16) و(17) و(18) منذ عام 2004 إلى 2007.
- تم تكريمه في اليوم الأولمبي عام 2007 في الكويت.
- تم تكريمه من الشيخ عبد الله الحمدان في فندق الموفمبيك بالكويت عام 2009 وقد حضر الحفل جمع من النجوم والقيادات الرياضية على مستوى الوطن العربي .

## إطلاقه للألقاب
اشتهر المعلق خالد الحربان بإطلاق ألقاب على الاعبين معينة، وكان بعض الاعبين يتسابق لتلك الألقاب التي يطلقها خالد الحربان، من أشهر تلك الألقاب :
- جاسم يعقوب (المرعب الرأس الذهبي أبو العطاء السخي)
- فتحي كميل (الفارس الأسمر)
- عبد العزيز العنبري (المخلص)
- مرزوق سعيد (الصخرة السوداء)
- ناصر الغانم (المهندس)
- مؤيد الحداد (الصانع البديل الناجح)
- عبد العزيز حسن (عزيز يا عزيز)
- وليد نصار (وليدي عشرة)

## وصلات خارجية
- بكاء شيخ المعلقين خالد الحربان في برنامج ذاكرة الأهداف على يوتيوب